# Frontón Deportivo
El Frontón Deportivo era un frontón largo de Pelota vasca en el que se disputaban las modalidades de cesta punta, remonte y pala larga. Localizado en la localidad de Bilbao, provincia de Vizcaya (España). Fue inaugurado el 8 de octubre de 1967 y cerró sus puertas el 7 de octubre de 2011 para dar lugar a una remodelación que dividiría su espacio y reduciría sus dimensiones para convertirlo en un frontón corto. Con anterioridad, en el mismo lugar había existido un frontón de 40 metros inaugurado el 14 de abril de 1931 y demolido en 1965.
Fue sede de las finales del Campeonato Manomanista en 1944 y 1957, si bien su principal actividad eran los festivales de pala.
También fue sede de la fase final de la Copa del Generalísimo de baloncesto en 1961.